# Friedrich Wilhelm Theodor From
Friedrich Wilhelm Theodor From (* 27. März 1787 in Marienburg; † 16. Juni 1857 in Breslau) war ein preußischer Generalleutnant.

## Leben

### Herkunft
Seine Eltern waren der Gerichtsassessor und spätere Polizeidirektor Christian Emanuel From und dessen Ehefrau Christine Elisabeth, geborene Rosnet.

### Werdegang
From studierte Bauwesen und kam im Jahr 1812 als Kondukteur und Vermessungsdirektor in die Verwaltung nach Breslau. Dort wurde er am 6. März 1813 zum Ingenieurgeograph ernannt. Er trat im Vorfeld der Befreiungskriege in das Ingenieurkorps der Preußischen Armee und wurde dort am 28. September 1813 zum Sekondeleutnant ernannt. From kämpfte in den Schlachten bei Großgörschen, Bautzen, Dresden, Kulm, Leipzig, Laon, Paris sowie der Blockade von Erfurt und den Gefechten bei Haynau, Pirna, Mery und Chateau-Thierry. Für Sezanne mit dem Eisernen Kreuz II. Klasse ausgezeichnet, avancierte From Mitte April 1814 zum Premierleutnant und wurde dem Ingenieurkorps aggregiert.
Am 30. April 1816 wurde er Kapitän II. Klasse in der 1. Ingenieurbrigade und Adjutant des Chefs des Ingenieurkorps und rückte im August 1818 zum Hauptmann I. Klasse auf. Am 6. Juni 1818 wurde er als Ingenieuroffizier vom Platz nach Thorn versetzt. Dort wurde er am 27. Juni 1829 zum Major befördert und am 28. Dezember 1830 als Ingenieuroffizier vom Platz nach Danzig versetzt. In dieser Stellung erhielt From im Jahr 1821 den Orden der Heiligen Anna II. Klasse. Am 11. Juli 1833 kam er als Lehrer an die Allgemeine Kriegsschule sowie an die Artillerie- und Ingenieurschule und war als Mitglied der Prüfungskommission für Ingenieurhauptleute II. Klasse tätig. Zudem wurde er am 22. April 1837 Mitglied der Militär-Studienkommission. Am 24. März 1838 beauftragte man From mit der Wahrnehmung der Geschäfte der 1. Pionierinspektion. Mitte Juni 1838 erhielt er die Krone zum Orden der Heiligen Anna, wurde am 24. November 1839 zum Inspekteur ernannt und stieg in dieser Stellung bis April 1842 zum Oberst auf. Unter Aggregation des Ingenieurkorps folgte am 12. Mai 1842 seine Kommandierung zur Militärkommission des Deutschen Bundes in Frankfurt am Main. Ab dem 13. November 1845 bekam er eine Gehaltszulage von 350 Talern. Außerdem erhielt er am 29. August 1846 das Ritterkreuz des Ordens der Eichenkrone sowie den Orden der Eisernen Krone III. Klasse.
Am 27. März 1848 mit der Wahrnehmung der Geschäfte als Inspekteur der 2. Ingenieur-Inspektion beauftragt, wurde From am 7. Mai 1848 zum Inspekteur ernannt und drei Tage später zum Generalmajor befördert. Unter Verleihung des Charakters als Generalleutnant erhielt From am 4. März 1854 seinen Abschied mit Pension. Der König würdigte ihn im Januar 1857 anlässlich des Ordensfestes durch die Verleihung des Sterns zum Roten Adlerordens II. Klasse mit Eichenlaub. From starb am 16. Juni 1857 in Breslau und wurde dort am 19. Juni 1857 beigesetzt.
Der General von Aster schrieb 1847 in seiner Beurteilung: Sehr redlich gesinnt und wissenschaftlich gebildet, hat dieser allgemein geachtete höhere Offiziere sich früher im Bau- und Lehrfach verdienstlich gezeigt, sich auch zuletzt im Truppenkommando die Zufriedenheit seiner Vorgesetzten dermaßen erworben, das er unfehlbar geeignet erscheint, im Ingenieurkorps eine höhere Stellung einzunehmen. Während seiner früheren Leistungen im Korps konnte man die nach verschiedenen Richtungen mitunter überstömende Tätigkeit, die seine Kraft zersplitterte, wohl an ihm tadeln. Er ist felddienstfähig und seine häuslichen Verhältnisse sind geordnet.

### Schriften
Er gab zusammen mit dem Hauptmann Meyer die Zeitschrift für Artillerie- und Ingenieuroffiziere (später: Archiv für die Offiziere der Königlich Preußischen Artillerie- und Ingenieur-Corps) heraus. Ferner schrieb er:
- Friedrich der Große als Ingenieur. In Archiv für die Officiere der Königlich Preußischen Artillerie- und Ingenieur-Korps. Band 12, Berlin 1841, S. 1.
- Handbuch des Ingenieur-Dienstes. 1854/55 Teil 1, Teil 2, Teil 3.

### Familie
From heiratete in Berlin am 3. Dezember 1816 Sophie Püttmann (1797–1867), die Tochter des Medizinalrats Franz Joachim Püttmann aus Hildesheim.